# Alte Kirche (Niedereisenhausen)

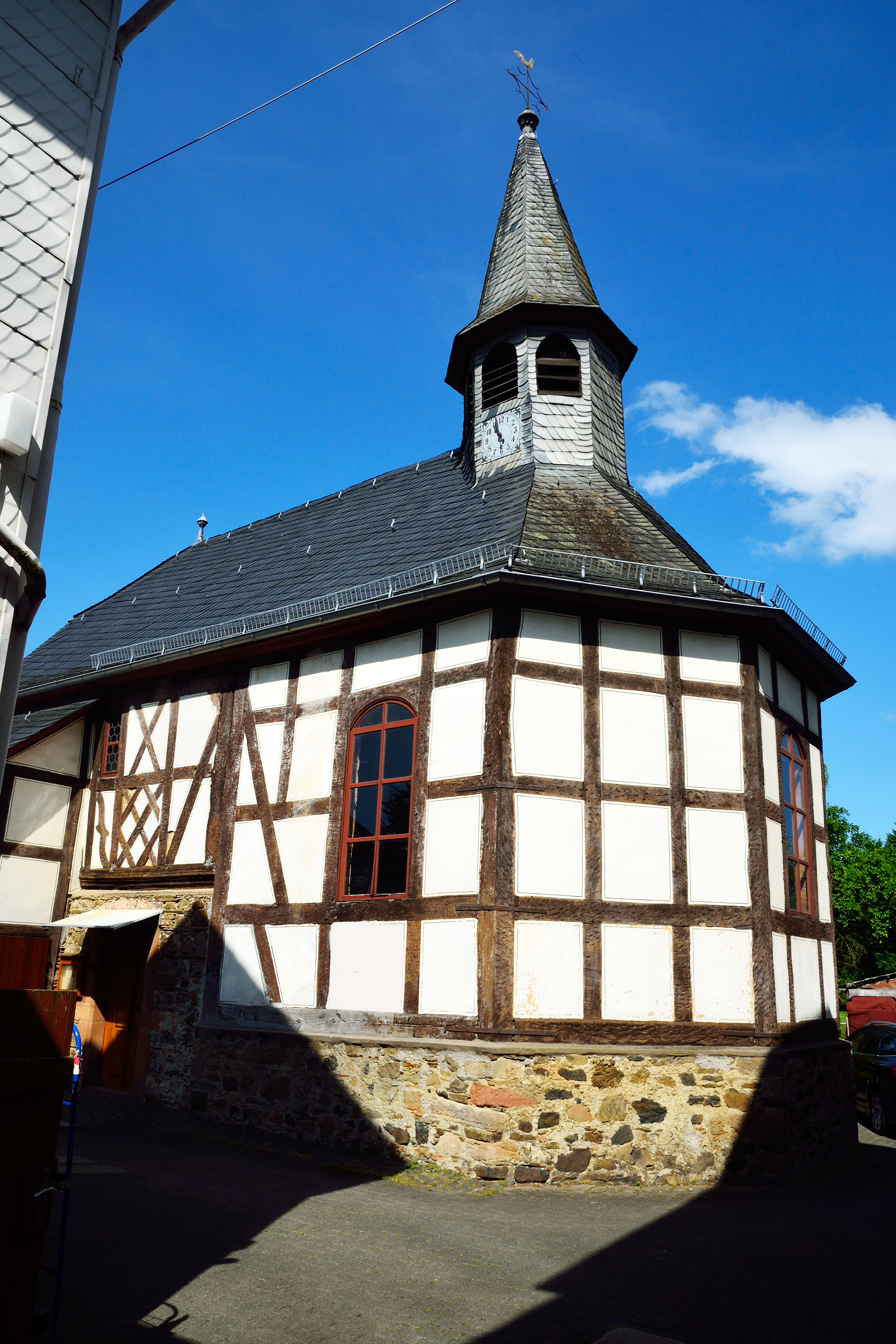
Alte Kirche (Niedereisenhausen)

Die ehemals evangelische Alte Kirche Niedereisenhausen ist ein denkmalgeschütztes Bauwerk, das im Ortsteil Niedereisenhausen der Gemeinde Steffenberg im Landkreis Marburg-Biedenkopf (Hessen) steht.

## Geschichte
Die Kirche in Niedereisenhausen wurde 1955 wegen ihrer geringen Größe und Baufälligkeit aufgegeben; die Gemeinde wurde Obereisenhausen zugeordnet, wo gleichzeitig die alte Kirche durch einen größeren Neubau ersetzt wurde. In den 1970er Jahren war der Verfall der Niedereisenhausener Kirche so weit fortgeschritten, dass sie zum Abbruch vorgesehen war. Dies wurde durch die Bevölkerung und den Förderkreis Alte Kirchen e. V. Marburg verhindert. Der Förderkreis übernahm die Kirche 1980 in seinen Besitz und führte eine Teilsanierung durch. Danach geriet die Kirche jedoch erneut in Vergessenheit. Um der Kirche eine Zukunft zu ermöglichen, gründete sich 2009 der Verein Niedereisenhausen Dorf(er)leben, der 2016 Eigentümer der Kirche wurde. Die Bürger kommen zu Konzerten und Ausstellungen.

## Beschreibung
Im späten 12. oder 13. Jahrhundert wurde eine Kapelle gebaut. Vom mittelalterlichen Vorgänger stammt das aus Bruchsteinen erbaute Erdgeschoss. Darüber wurde in den Jahren von 1659 bis 1662 ein Geschoss aus Holzfachwerk mit überwiegend quadratischen Gefachen, teilweise auch mit Andreaskreuzen, gesetzt. Auf das Dach der dreiseitig geschlossenen Fachwerkkirche wurde nach 1771 ein achteckiger, mit einem spitzen Helm versehener Dachreiter gesetzt, der den Glockenstuhl mit einer Kirchenglocke aus dem 17. Jahrhundert und die Turmuhr aus dem 18. Jahrhundert beherbergt. Der Innenraum wird durch eine zweiseitig umlaufende frühbarocke Empore sowie eine Kanzel von 1730 geprägt. Bei Restaurierungen wurden Wandmalereien aus dem 17. Jahrhundert freigelegt. Das ursprünglich im Westen befindliche Portal wurde im 19. Jahrhundert auf die Südseite verlegt. Ein Anbau, bedeckt mit einem Pultdach, beherbergt den Zugang zu den teils doppelstöckigen Emporen.